# (3655) Eupraksia
(3655) Eupraksia es un asteroide que forma parte del cinturón exterior de asteroides y fue descubierto por Liudmila Vasílievna Zhuravliova el 26 de septiembre de 1978 desde el Observatorio Astrofísico de Crimea, en Naúchni.

## Designación y nombre
Eupraksia fue designado al principio como 1978 SA3.
Más tarde, en 1988, se nombró en honor de la esposa del príncipe de Riazán Fiódor Románovich.

## Características orbitales
Eupraksia está situado a una distancia media de 4,012 ua del Sol, pudiendo acercarse hasta 3,208 ua y alejarse hasta 4,816 ua. Tiene una excentricidad de 0,2005 y una inclinación orbital de 3,823 grados. Emplea 2935 días en completar una órbita alrededor del Sol.
Eupraksia pertenece al grupo asteroidal de Hilda.

## Características físicas
La magnitud absoluta de Eupraksia es 10,9 y el periodo de rotación de 20 horas.